# Gélase Armel Kema
Gélase Armel Kema (Ouésso, 26 ottobre 1972) è un arcivescovo cattolico della Repubblica del Congo, dal 6 gennaio 2024 arcivescovo metropolita di Owando.

## Biografia
È nato a Ouésso, allora nella diocesi di Owando, il 26 ottobre 1972.

### Formazione e ministero sacerdotale
Ha frequentato il Petit Séminaire di Makoua, nel dipartimento di Cuvette, prima di proseguire gli studi di filosofia e teologia presso l'Istituto Teologico di Montréal in Canada.
Ha completato successivamente la sua formazione con la licenza e il dottorato in diritto canonico presso la Pontificia università urbaniana di Roma tra il 2007 e il 2010.
Ha ricevuto l'ordinazione sacerdotale il 29 agosto 1999 per la diocesi di Ouesso. Successivamente è stato rettore del seminario propedeutico di Ouesso e vicario generale della sua diocesi dal 2002 al 2003.
Dal 2010 al 2013 si è trasferito in Italia, dove ha esercitato il suo ministero pastorale a Collesalvetti, nella diocesi di Livorno.
Dal 2014 è stato docente di diritto canonico presso il seminario teologico maggiore "Cardinal Émile Biayenda" di Brazzaville mentre dal 2018 ha ricoperto il ruolo di direttore nazionale delle Pontificie Opere Missionarie nella Repubblica del Congo; tale nomina è stata suggerita dal cardinale Fernando Filoni, allora prefetto della Congregazione per l'evangelizzazione dei popoli.

### Ministero episcopale
L'8 dicembre 2021 papa Francesco lo ha nominato vescovo di Ouesso; è succeduto a Yves-Marie Monot, dimessosi per raggiunti limiti di età.
Il 13 febbraio 2022 ha ricevuto l'ordinazione episcopale, sul sagrato della cattedrale di San Pietro Claver a Ouésso, dall'arcivescovo metropolita di Owando Victor Abagna Mossa, co-consacranti l'arcivescovo metropolita di Brazzaville Bienvenu Manamika Bafouakouahou e il vescovo emerito di Ouesso Yves Marie Monot. Durante la stessa celebrazione ha preso possesso della diocesi. Come motto episcopale ha scelto Proclame la Parole avec patience (in italiano: Annuncia la Parola con pazienza).
Il 6 gennaio 2024 è stato promosso arcivescovo metropolita di Owando, di cui era già amministratore apostolico dal 20 agosto 2023, a seguito delle dimissioni dell'arcivescovo Victor Abagna Mossa. Il 4 febbraio seguente ha preso possesso dell'arcidiocesi.

## Genealogia episcopale
La genealogia episcopale è:
- Cardinale Scipione Rebiba
- Cardinale Giulio Antonio Santori
- Cardinale Girolamo Bernerio, O.P.
- Arcivescovo Galeazzo Sanvitale
- Cardinale Ludovico Ludovisi
- Cardinale Luigi Caetani
- Cardinale Ulderico Carpegna
- Cardinale Paluzzo Paluzzi Altieri degli Albertoni
- Papa Benedetto XIII
- Papa Benedetto XIV
- Papa Clemente XIII
- Cardinale Enrico Benedetto Stuart
- Papa Leone XII
- Cardinale Chiarissimo Falconieri Mellini
- Cardinale Camillo Di Pietro
- Cardinale Mieczysław Halka Ledóchowski
- Cardinale Jan Maurycy Paweł Puzyna de Kosielsko
- Arcivescovo Józef Bilczewski
- Arcivescovo Bolesław Twardowski
- Arcivescovo Eugeniusz Baziak
- Papa Giovanni Paolo II
- Cardinale Laurent Monsengwo Pasinya
- Arcivescovo Victor Abagna Mossa
- Arcivescovo Gélase Armel Kema